# Praktica FX

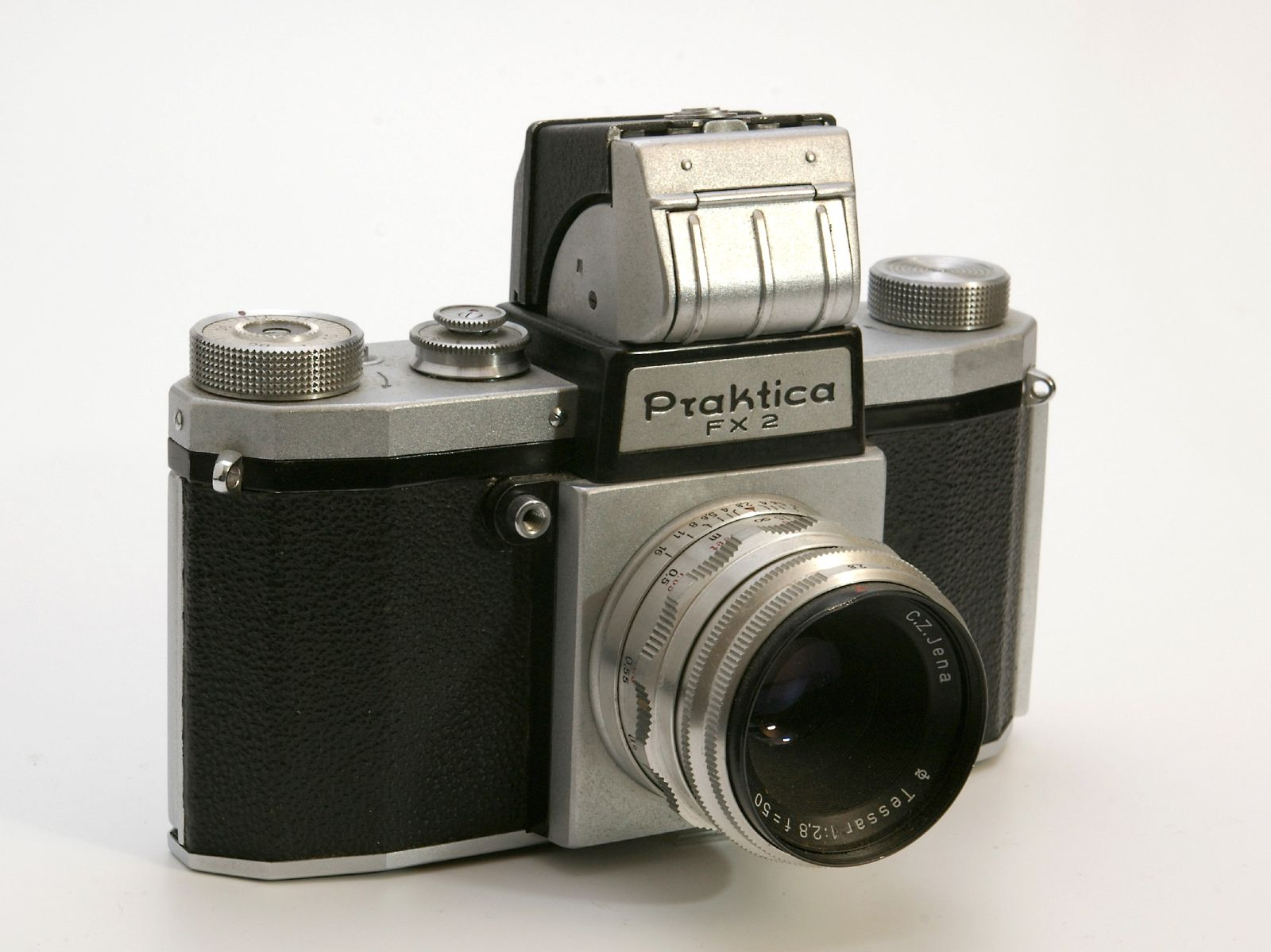
Praktica FX 2

A Praktica FX egy tükörreflexes fényképezőgép, a Praktica terméksor első generációs készülékeinek egyike. 

## Jellemzése
Az egykori Német Demokratikus Köztársaságban, Drezdában a VEB Kamera-Werke Niedersedlitz üzemében gyártották 1952 és 1955 között. Több változatban készítették, amelyek elsősorban a vaku szinkronizálásának módozataiban különböznek egymástól. Főbb szerkezeti elemei az 1938-tól gyártott Praktiflex, illetve közvetlen elődje, a sorozat első, Praktica elnevezésű típusa alapján készültek. A vaku szinkronizálását három típusú  bemenet (F, X és M) által valósították meg, erre utalnak az elnevezésében szereplő FX rövidítések is. A kisfilmes fényképezőgép legrövidebb zársebessége 1/500 s. Tükörreflexes keresőjében mattüvegre vetített kép látható. Utóda a Praktica FX 2.

## Fordítás
Ez a szócikk részben vagy egészben a Praktica FX című német Wikipédia-szócikk ezen változatának fordításán alapul.  Az eredeti cikk szerkesztőit annak laptörténete sorolja fel. Ez a jelzés csupán a megfogalmazás eredetét és a szerzői jogokat jelzi, nem szolgál a cikkben szereplő információk forrásmegjelöléseként.